# Thomas Middleton
Thomas Middleton (London, 1580. április 28. – London, 1627. július 4.) Jakab-kori angol drámaíró, költő. Az angol reneszánsz korszak egyik legkiemelkedőbb alakja. Történelmi drámái, komédiái és tragédiái egyforma sikereket értek el, amivel kiemelkedett kortársai közül. Az A Game at Chess (Sakkjátszma) című színműve a kor legsikeresebb alkotásaként került be a történelembe.

## Élete
Jómódú középosztálybeli szülők gyermekeként született. Édesapja építőmester volt, de Middleton korán elvesztette, mindössze ötéves volt, amikor apja meghalt. Később a The Queen's College diákja volt Oxfordban, de a mai napig nem tudni biztosan, hogy tanulmányait végül befejezte-e. Élete alatt több verset és pamfleteket is írt, ám ezeket nem tartják olyan kiemelkedően fontosnak, mint színdarabjait. 
Egyedül és társszerzőként is működött, olyanokkal dolgozott együtt, mint például Thomas Dekker, John Ford, Thomas Heywood, William Rowley, John Webster és William Shakespeare. Noha a maga idejében alkotásait tartalmuk miatt sokszor felülbírálták (vagy betiltották, mint például a Sakkjátszmát), napjainkban nagyra becsült íróként tartják számon, főként a szex, a pénz, a hatalom és Isten egybefonódó ábrázolásáért. Southwark-ban halt meg 1627-ben.

## Írói stílusa
Ahogy azt Pálffy István kifejtette, a Stuart-kor (1603–1714) drámájáról viszonylag hamar kialakult az a meggyőződés, hogy e közel négy évtized színpadi termése jóval több politikai elemet tartalmaz, mint a 16. század utolsó évtizedének drámai alkotásai. Szerinte a Stuart-kor színműírói – Jonsontól kezdve Fordig – ha nem is nyíltan, de legalább burkoltan, politikai színházat műveltek. 
Pálffy azt is kifejti, hogy ”[k]özvetlen politikai állásfoglalások viszonylag ritkán mutatkoznak a Stuart-kor drámáiban, aminek oka egyszerűen az, hogy a korabeli cenzúra, amely sokkal keményebb és aprólékosabb volt, mint a 16. századi, nem a jó ízlésre, az erkölcsi tisztaságra ügyelt, hanem – a jelekből ítélve – szinte kizárólag a politikai, vallási szempontokat fürkészte. Szigorú rendeletek tiltották a színpadi politizálást. […] Jóval nagyobb a száma a burkoltabban politikus drámáknak, olyanoknak, amelyek a kor eseményeire kínáltak analógiákat. [...] Az ilyen színműveket [nevezik] ,,emblematikus" (jelképes, szimbolikus) daraboknak, melyek rejtvényszerű jelképrendszerükkel alkalmat adtak a drámaíróknak arra, hogy politikai, társadalmi és vallási kérdésekről nyilvánítsanak véleményt.” 
A pénz Middleton drámáiban központi szerepet töltött be. Az emberi élet esszenciájaként ábrázolta; s társasélet meghatározó elemeként. Ironikus humora elfogulatlan, az alsóbb és a felsőbb társadalmi rétegeket egyformán gúnyolja. A világ egyenlőtlenségeit és igazságtalanságait állította művei középpontjába, és ezek hatását vizsgálva adott jellemábrázolást.

## A middletoni nők
A The Oxford Handbook of Thomas Middleton című gyűjtemény egyik fejezetében arról olvashatunk, hogy Thomas Middleton női karakterei hatalmas bátorsággal adtak hangot a sokrétű női érzelmeknek: olyan érzelmeket jelenítettek meg a színpadon, amiket a tizenhetedik századi színházban nem volt szokás. A middletoni nők az addigi irodalmi (és erkölcsi) szabályoktól teljesen eltértek, áradt belőlük a női szexualitás. Ők voltak a tizenhetedik századi Marilyn Monroe-i. 
Middleton általában olyan női szereplőket alkotott, akik egyáltalán nem voltak rokonszenvesek a hallgatóság számára. Rengeteg női karaktert formált meg, sokszor még a színmű címébe is belecsempészte őket (pl.: Women Beware Women; No Wit, No Help Like a Woman's; More Dissemblers Besides Women). Middleton nagyon jó megfigyelő volt, élethű ábrázolást adott a korabeli nők helyzetéről és nézeteiről. 

## Leghíresebb színművei

### A Game at Chess (Sakkjátszma)

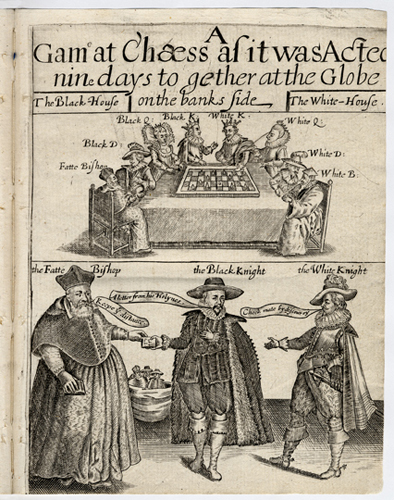
A Game at Chess (Sakkjátszma) borítóképe

„Valamennyi Jakab-kori színpadi alkotás közül Thomas Middleton (1580–1627) A Game at Chess (Sakkjátszma, 1624) c. szatíráját tekintette és tekinti ma is a legpolitikusabbnak az angol drámatörténet. […] Middleton darabja nem művi értékei miatt, hanem elsősorban mint remekbe munkált politikai szatíra érdemel figyelmet.”  Arra is fény derül továbbá Pálffy esszéjében, hogy megírását követően a színmű hatalmas népszerűségnek örvendett. A darabot kilencszer adta elő a Lordkamarás Emberei nevű társulat a Globe Színházban, 1624. augusztus 6. és 14. között. Akkoriban a leghosszabban játszott darabként futott, nem volt még példa ennyiszer ismételt előadásra.  „Népszerűségéről öt fennmaradt egykorú kéziratos példány tanúskodik, továbbá az 1625 tájékáról származó négy különböző kvartó-kiadás, a számos kortársi levélről, feljegyzésről nem is szólva, amelyekből viszont az is kiderül, hogy a jogi, vallási és politikai ügyekben járatosak tisztában voltak azzal, hogy előbb-utóbb be fogják tiltani a darabot.” 
A darab egyértelműen a kor politikai eseményeit taglalta, s ez már magában szokatlan volt, hiszen az ország politika ügyeit tilos volt színpadra vinni. „Két nagy tábor, a Világos (Anglia) és a Sötét (Spanyolország), azaz a protestantizmus és a katolicizmus történelmi csatája bontakozik ki a színen. […] [M]űvészi megformálását tekintve, sakk-allegóriának nevezhetnénk, […] a korabeli nézők a sakkjátékban alacsonyabb rendet képviselő Gyalogok csetepatéjában a protestantizmus és az ellenreformáció közkatonáinak összecsapásaira ismerhettek rá, a Tisztek, az „értékesebb" figurák többségét pedig nagyon is jól ismert politikusokkal, udvari közéleti személyiségekkel azonosíthatták.” 
Pállfy arról is számot ad, hogy a király parancsára felfüggesztették az előadássorozatot, a színháztársulatot pedig pénzbírságra ítélték. Middleton kis híján börtönbe került. 
A színmű nagy hatással volt Thomas Stearns Eliotra is. Az Átokföldje, The Waste Land vagy Weöres fordításában Puszta ország ötrészes költeményének második része a Sakkjátszma címet kapta. „Eliot saját verséhez írott jegyzetéből megtudjuk, hogy a cím Thomas Middleton színdarabjaira utal […] [A] Women, beware women című darabban a sakkmetafora központi szerepet játszik: a csábítás allegóriája. A játszma lépései megfelelnek ugyanis a szűz elcsábítására indított hadműveletnek, melynek végeredménye – a matt – a megbecstelenítés. Ez valahol a Szerelmes sakk darabosabb változata. Amúgy az Erzsébet-kori drámaíróknál a sakkmetafora szinte közhelynek számított: az emberi életet (a tábla), illetve annak irányítását (a bábuk mozgatása) jelentette.” […]

### Women Beware Women
A tragédia 1657-ben jelent meg. A kritikusok szerint ez a mű és az Átváltozások Middleton két legkiemelkedőbb alkotása. Ahogy Joseph Maddrey írja: A műben Livia, egy hataloméhes özvegyasszony mesterkedésével és a szerelmi szálak összekuszálásával egész Firenze hercegségét veszélybe sodorja. Hogy a herceg bizalmát elnyerje, Livia meg akarja szerezni neki Biancát, aki azonban nemrég kötött házasságot Leantioval. Bianca egy fiatal és tapasztalatlan lány, eleinte ő és férje úgy jelennek meg, mint egy igazán boldog, szerelmes házaspár, de Leantiót munkája távolra szólítja, hátrahagyva ifjú feleségét. 
Míg Bianca férje távol van, Livia meggyőzi a lányt, hogy rossz házasságot kötött, hiszen Leantio nem csak szegény, de rangban is a lány alatt áll. A naiv lány házasságtörésbe bonyolódik. Hazatérve Leantio tudomást szerez felesége hűtlenségéről, haragra gerjed, de dühe később undorba fordul. Általános felfogása a gyengébbik nemről keserűvé, cinikussá válik. Később úgy tűnik Leantio meg tudna bocsátani, és Bianca is megbánja, amit tett, de hűtlenségét nem lehet visszavonni, házasságuk menthetetlen.

### Átváltozások (The Changeling)
A magyar fordítás Németh László munkája. Az Átváltozások című tragédiát Thomas Middleton William Rowley közreműködésével írta. A darabot először 1622-ben mutatták be a London's Phoenix Theatre színpadán. A maga idejében igen népszerű darab később feledésbe merült, majd a huszadik századtól újra színpadra került, főleg Nagy-Britanniában és az Egyesült Államokban. Ezt a színművet tekintik Thomas Middleton legkidolgozottabb, legaprólékosabb művének.
Kritikusok szerint az első és az utolsó jeleneteket, valamint a mellékszálat William Rowley írta, Middleton pedig a főszálért és a karakterek jellemének kidolgozásáért volt felelős. Ahogy azt sejteti a mű címe is, a szereplők jelentős változásokon mennek keresztül, szinte felismerhetetlenségig megváltoznak. Mindennek pedig a szerelem s a vágy az oka. A színműben szinte egybefolyik a valóság és a látszat. A hősnő (vagy inkább anti-hősnő) Beatrice erre remek példa: bár kívülről szerény, erényes ifjú hajadonnak tűnik, valójában önző és könyörtelen teremtés. Mindig másnak tűnik, mint amilyen valójában. A mű elején úgy jelenik meg, mint Alonzo jegyese, azonban Alsemerót szereti. Aztán felveszi az egyszerű hű feleség álcáját, pedig tudjuk, hogy egy gyilkosság bűnrészese, és házasságtörő. Később fortélyos trükkökkel harcolja ki magának, hogy férje még érintetlennek higgye.

#### Cselekmény
A történet elején Alsemero és Beatrice egy templomban találkoznak, és azonnal egymásba szeretnek. A férfi feleségül akarja venni a lányt, azonban Beatrice hivatalosan már Alonzo de Piracquo jegyese. De Flores, Beatrice apjának szolgálója, szerelmes Beatricébe és minden lehetőséget kihasznál, hogy a lány közelében legyen, annak ellenére, hogy a lány gyűlöli és megveti őt visszataszító külseje miatt. Beatrice azonban felfedezi a férfi feletti hatalmát, és kihasználja a férfi feltétlen hűségét: megöleti vele Alonzót. 
Amikor Beatrice fizetni akar a férfinak, De Flores nem fogadja el a pénzt. Megvallja szerelmét, de ez mit sem változtat Beatrice érzésein. Hamarosan azonban a lányt emészteni kezdi a gyilkosság bűne, és belátja, hogy semmivel sem jobb De Floresnél, végül pedig odaadja magát a férfinak. 
Beatrice ezután hozzámegy Alsemeróhoz. Attól félve azonban, hogy férje a nászéjszakán felfedezi, hogy már nem érintetlen, Beatrice úgy intézi, hogy szolgálóleánya kerüljön a nászágyba. 
Nem sokkal azonban Alsemero rajtakapja Beatricét és De Florest, ahogy a kertben bizalmasan társalognak, és hűtlenséggel vádolja a feleségét. Beatrice bevallja, noha ő és De Flores felelősek Alonzo haláláért, mindezt csupán férje iránt érzett szerelméért tette. De Flores attól tartva, hogy Beatrice elárulja őt, felfedi a nő hűtlenségét. Végül De Flores magával és Beatricével is végez. 
A mellékszálon megismerjük Alibiust, a bolondok házának orvosát, aki nem tudja kielégíteni feleségét Isabellát, és attól tart, hogy a nő más férfinál keres majd boldogságot. Távollétében Lolliót bízza meg, hogy tartsa szemmel az asszonyt. Lolliót azonban csábítja a nő szépsége. Lollio bemutatja Franciscust és Antoniót Isabellának, akik mindketten csak tettetik, hogy őrültek, hogy a nő közelében lehessenek.

## Komédiák eredeti nyelven
- Anything for a Quiet Life (John Webster társaként)
- A Chaste Maid in Cheapside
- A Game at Chess
- A Mad World, My Masters
- Michaelmas Term
- More Dissemblers Besides Women
- No Wit/Help like a Woman’s
- The Patient Man and The Honest Whore
- The Phoenix
- The Puritan Widow
- The Roaring Girl (Thomas Dekker társaként)
- A Trick to Catch the Old One
- The Widow
- Wit at Several Weapons (William Rowley társaként)
- Your Five Gallants

## Történelmi színművek eredeti nyelven
- The Chester Tragedy
- A Game at Chess
- Hengist, King of Kent

## Tragédiák eredeti nyelven
- The Bloody Banquet (Thomas Dekker társaként)
- Caesar’s Fall
- The Changeling (Átváltozások, William Rowley társaként, 3 magyar fordítás is született: Németh László, Várady Szabolcs valamint Hamvai Kornél fordítása)
- The Lady’s Tragedy
- The Life of Timon of Athens (Athéni Timon, William Shakespeare társaként ford.: Szabó Lőrinc)
- The Revenger’s Tragedy (A Bosszúálló Tragédiája ford.: Weöres Sándor)
- The Tragedy of Macbeth
- The Viper and her Brood
- Women, Beware Women
- A Yorkshire Tragedy (Egy Yorkshire-i tragédia, William Shakespeare társaként ford.: M. Marczali Erzsébet)

## Tragikomédiák eredeti nyelven
- A Fair Quarrel (William Rowley társaként)
- Measure for Measure (Szeget szeggel, William Shakespeare társaként, ford.: Mészöly Dezső)
- The Nice Valour
- An/The Old Law (William Rowley társaként)
- The Phoenix
- The Spanish Gypsy
- The Witch

## Magyarul
- Thomas Middleton–William Rowley: Átváltozások; ford. Németh László, jegyz. Országh László; inː Angol reneszánsz drámák. Shakespeare kortársai, 1-3.; vál., szerk., bev. Szenczi Miklós; Európa, Bp., 1961 (A világirodalom klasszikusai)